# ویکتور لارشانده
ویکتور لارشانده (انگلیسی: Victor Larchandet؛ ۲۹ دسامبر ۱۸۶۳ – ۸ نوامبر ۱۹۳۶) بازیکن راگبی ۱۵ نفره اهل فرانسه بود.
وی در مسابقات کشوری و بین‌المللی در مجموع برندهٔ ۱ مدال طلا شده‌است.